# F. van Dixhoorn

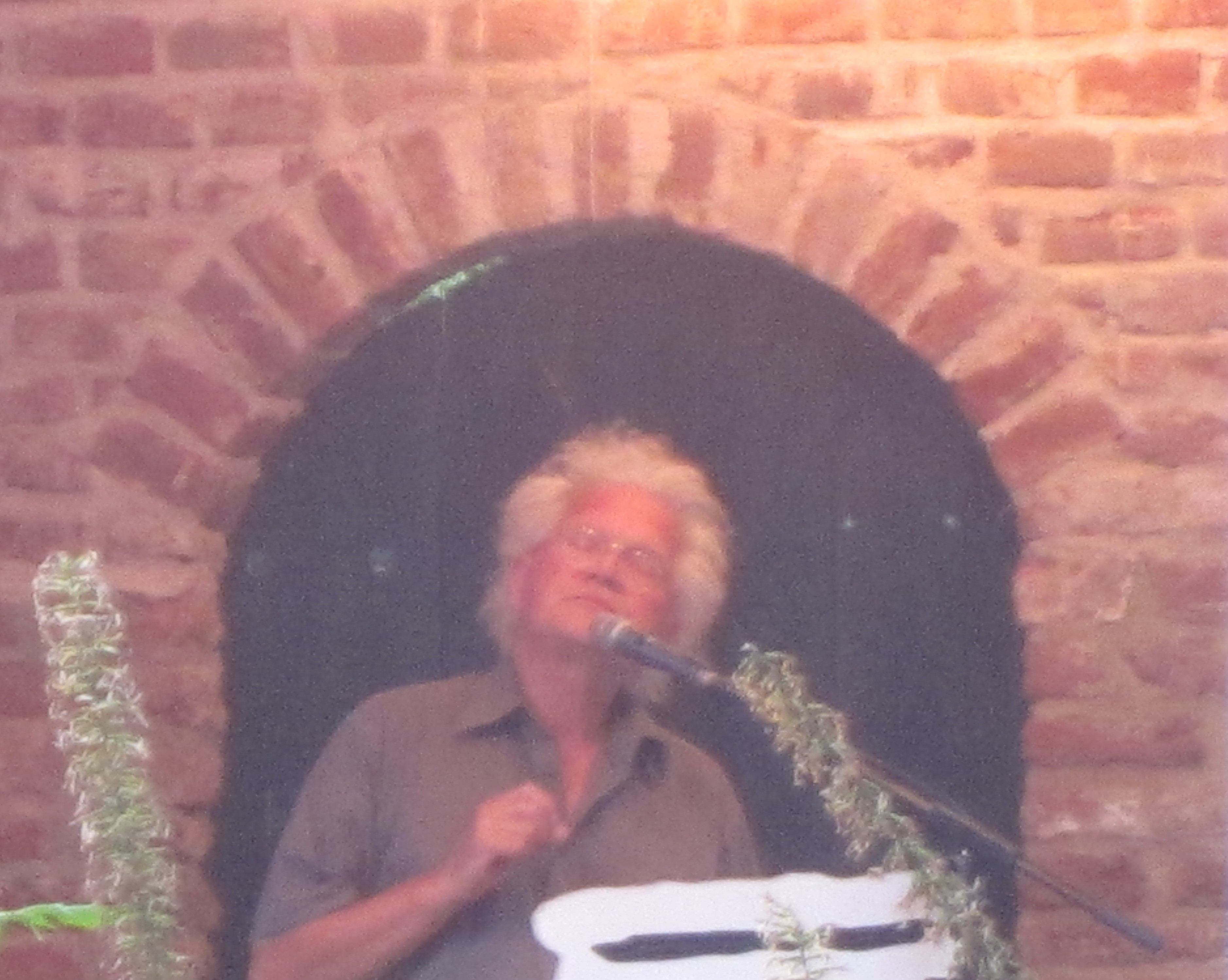
Van Dixhoorn tijdens Het Tuinfeest (2013)

François Henricus Anthonie van Dixhoorn, beter bekend als F. van Dixhoorn, (Hansweert, 17 juni 1948) is een Nederlands dichter.

## Levensloop
Van Dixhoorn woonde tussen 1953 en 1972 in Vlissingen, daarna in Middelburg en Amsterdam en sinds 1996 weer in Middelburg. In 1994 debuteerde hij met de bundel Jaagpad / Rust in de tent / Zwaluwen vooruit bij De Bezige Bij. Deze werd bekroond met de C. Buddingh'-prijs voor nieuwe poëzie. De bundel De zon in de pan uit 2012 werd genomineerd voor de VSB Poëzieprijs 2013.
Gedichten van F. van Dixhoorn verschenen in zelfstandige bundels en poëzietijdschriften en zijn vertaald in het Frans, Duits en Engels.

## Vertalingen in boekvorm
Naast vertaalde publicaties in Frans-(o.a. Poësie, If en Java)- en Engelstalige tijdschriften (o.a. Shearsman en Jacket) verscheen in boekvorm:
Séries (Chemin de Hallage / Repos sous la tente / En avant les hirondelles // Tour de bras / Grande épite / Lamanage I // Branches cours du moulin / Jo la châtaigne / Tacs et tons / Tacs et tons / Bouée d’atterrissage / Moulin au soleil). Traduit par Kim Andringa. Le bleu du ciel, Coutras, 2009.
Collected Works. Translated by Astrid Alben, Broken Sleep Books, Londen, 2024.

## Nominaties en prijzen
- 1995: C. Buddingh’-prijs voor het debuut Jaagpad / Rust in de tent / Zwaluwen vooruit.
- 2007: Winnaar Woordlijst (thans Awater Poëzieprijs) voor Twee piepjes.
- 2008: Genomineerd voor de Ida Gerhardt Poëzieprijs voor Twee piepjes.
- 2013: Genomineerd voor de VSB Poëzieprijs voor De zon in de pan. Een fragment eruit werd opgenomen in De 100 beste gedichten gekozen door Ahmed Aboutaleb voor de VSB Poëzieprijs 2014 (2014).

## Over F. van Dixhoorn en zijn werk
- ‘Een noot uit de losse hand, over F. van Dixhoorn.’ Rein Bloem. In: De Vlaamse Gids, 1996.
- ‘Arm interpreterend brein’. In: Ook de schapen dachten na. Tonnus Oosterhoff, De Bezige Bij, Amsterdam, 2000.
- ‘Een systeem waarachter je verdwijnt. Over F. van Dixhoorn.’ In: Schuimen langs de vloedlijn. Hans Groenewegen. Vantilt, Nijmegen, 2002.
- ‘Over de poëzie van F. van Dixhoorn.’ Rutger H. Cornets de Groot. Op: Meander, 2004.
- ‘Dossier Dix.’ Met bijdragen van Peter van Lier, Rutger H. Cornets de Groot, Paul Bogaert en Tom Van de Voorde over de poëzie van F. van Dixhoorn. In: Yang 2, Gent, 2004.
- ‘Facettenoog, poëziedossier.’ Yves T'sjoen, Elke Brems, Hans Groenewegen, e.a. over Molen in de zon. In: Revolver 121, Gent, 2004.
- ‘Bijeengebracht om op te breken.’ Hans Groenewegen. In: Overvloed. Kritieken en kronieken over poëzie. Vantilt, Nijmegen, 2005.
- ‘Opruimen en tellen.’ Remco Ekkers. In: Poëziekrant. Gent, 2008.
- ‘Verticaal (2) Over F. van Dixhoorn.’ Rutger H. Cornets de Groot. In: Bunker Hill 33, Amsterdam, 2006.
- Poëzie plaatsen – over de poëzie van F. van Dixhoorn. Samuel Vriezen. Op: Letterland (https://web.archive.org/web/20120705202511/http://risee.weblog.nl/), 2007.
- ‘Doorzichtigheid, een gesprek met F. van Dixhoorn.’ Laurens Ham. In: De Vooys jrg. 28, nr.1, 2010.
- ‘F. van Dixhoorn.’ Laurens Ham. In: Kritisch literatuur lexicon. Alphen aan den Rijn, 2010.
- ‘Pad op pad af... Dixhoorn aan het werk.’ In: Lees dat en herlees dat, een keuze uit het beschouwend werk van Rein Bloem. Perdu, Amsterdam, 2010.
- ‘Beiden bedoelen dezelfde vogel, notities bij het werk van F. van Dixhoorn.’ In: De kunst van het dichten, Henk van der Waal & Erik Lindner, gesprekken en essays over poëzie. Querido, Amsterdam, 2009.
- 'Kijk de zee. Over F. van Dixhoorn.' In: Geachte afwezigen, Het verweer van de poëzie, Peter van Lier, Poëziecentrum, Gent, 2017.
- 'Gokkend dingen. Over 'Verre uittrap'.' Peter van Lier. Op: De Reactor, 2017.
- 'Een stap terug om steeds hetzelfde te denken. De poëzie van F. van Dixhoorn.' Samuel Vriezen. In: Ons Erfdeel, 2018.
- 'Haal het eraf: alternatieve communicatie bij F. van Dixhoorn.' In: Poezie als alternatief, Jeroen Dera, Wereldbibliotheek, Amsterdam, 2021.
- Het is stil aan de overkant. Gert de Jager. Gaia Chapbooks 32, 2024.
- 'Another Side / The Other Side, a fractal memoir of a text in translation, is my reflection on my translation process of Dutch poet F. van Dixhoorn's COLLECTED WORKS, published by Broken Sleep.' Astrid Alben, published in REHEARSAL by Tenement Press, 2024.
- 'Op de rand van buitenspel. Twee bundels van F. van Dixhoorn.' Peter van Lier. Op: De Reactor, 2024